# Богадельня Куракиных (Павловск)
Богадельня Куракиных — памятник архитектуры, построенный в Павловске архитектором Леоне Адамини по заказу князя Алексея Куракина в честь незадолго до этого умершего брата Александра.

## История
Здание было (предположительно) построено архитектором Адамини по заказу князя Алексея Куракина для того, чтобы дать пристанище и достойную жизнь на полном государственном обеспечении инвалидам — участникам Отечественной войны 1812 года. Эта идея пришла князю в 1819 году, строительство здания началось в 1820 году, а первые постояльцы в нём поселились в 1821 году. К 1831 году в инвалидном доме-богадельне жило 16 героев войны — офицеров и рядовых.
Изначально у здания было полтора этажа, позднее оно было надстроено и перестроено. От исходного проекта сохранился портик с дорическими колоннами и тяжёлым антаблементом; вероятно, такой же антаблемент ранее был везде, где сейчас идёт архитравный пояс.
Внутреннее оформление времён постройки сохранилось только в бывшем помещении церкви: лепной фриз и карниз, двери с наличниками и сандриками.
После смерти князя и его жены здание перешло в собственность их наследников. Великий князь Михаил Павлович намеревался разместить в здании лазарет Образцового кавалерийского полка, выкупив постройки Куракиных. Однако сделка не состоялась, в 1836 году часть помещений была арендована фабрикой по производству тесьмы, а в 1838 году здание стало принадлежать мануфактур-советнику Трибаудино.
В 1842—1843 годах здание было капитально перестроено. В 1912 году наследники Трибаудино продали дом статскому советнику М. Н. Рейтеру. В 1917 году дом был национализирован Советской властью.
В 1930-е годы в здании размещалась городская поликлиника, в 1940—1960-е годы — городская больница.
После войны здание было отреставрировано с приданием первоначального облика по мере возможности: надстроенный этаж был сохранён, но теперь выделен как более поздняя пристройка.
С 1967 года здание было передано Дому пионеров и школьников, который в 1990-е годы переименовали в Дом творчества юных г. Павловска. Сейчас в нём размещается Государственное бюджетное образовательное учреждение дополнительного образования детей Пушкинского района Санкт-Петербурга — Дом детского творчества «Павловский».
Здание является объектом культурного наследия федерального значения. Наименование объекта: «Богадельня Куракиных», основание: постановление Правительства РФ № 527 от 10.07.2001.